# Mylonit
Mylonit je genetický název pro horninu, která vykazuje progresivní změnu velikosti zrna v průběhu deformace. Nejčastěji se s tímto typem horniny setkáváme v oblastech zlomových struktur. Název mylonit je genetický termín, který charakterizuje velikost a intenzitu deformace horniny a nikoliv její mineralogické složení. Klasifikuje se jako metamorfní hornina. Jeho vznik je vázán na oblasti duktilních deformací ve zlomových oblastech.
Mylonity vznikaly dynamometamorfózou za vyšších tlaků a teplot z původních hornin (především magmatických a metamorfovaných) podél tektonických zón a následným zpevněním.
Mylonit lze charakterizovat jako soudržnou horninu s rozeznatelnou foliací, možným výskytem porfyroklastů nebo litických úlomků, která je charakteristická intenzivní syntektonickou redukcí zrn původní horniny a současným procesem rekrystalizace, která velikostně nepřekračuje původní zrnitost horniny.
Termín mylonit zavedl v roce 1886 anglický geolog Charles Lapworth pro mikrobrekcie s proudovitou strukturou, jejíž základní hmota je jen částečně rekrystalizována.

## Vznik
Mylonity patří k přeměněným horninám, někdy také označovaným jako metamorfované tektonity, které vznikly při deformační metamorfóze. Na rozdíl od kataklazitů vznikají při plastické deformaci při teplotách od 300 do 900 °C a nižších deformačních rychlostech od 10−14 po 10−12 sekundy. Takový typ metamorfózy je součástí mechanismu plastického toku.. Při tomto procesu nedochází k úplné ztrátě soudržnosti horniny, ani k úplné rekrystalizaci. Mylonity a kataklazity jsou však v přírodě běžně zastupené horniny, a to nejen podél zlomů a střižných zón. Ke vzniku mylonitů může docházet například i ve vysoce deformovaných ramenech vrás.

## Rozdělení
Mylonitické horniny se neklasifikují podle minerálního složení, ale pouze na základě texturních vlastností. Hornina má v důsledku rozdrcení minerálních zrn jemnozrnnou strukturu, někdy vzniká i foliace a částečná rekrystalizace.
Pokud již nejsou pozorovatelné znaky původní horniny, mluvíme o ultramylonitech. Fylonit je mylonit břidličnatého vzhledu (vlivem rekrystalizace nebo růstem nových minerálů). Pokud nastala po skončení mylonitizace rekrystalizace mylonitu, mluvíme o blastomylonitech. Existují i další, méně běžné typy mylonitů: hyalomylonit, vrstevnatý mylonit, protomylonit a další.

## Výskyt
Mylonity běžně provázejí duktilní střižné zóny. V Západních Karpatech jsou známy například z oblasti Hrádecké linie v Považském Inovci, nebo z Tater.

## Využití

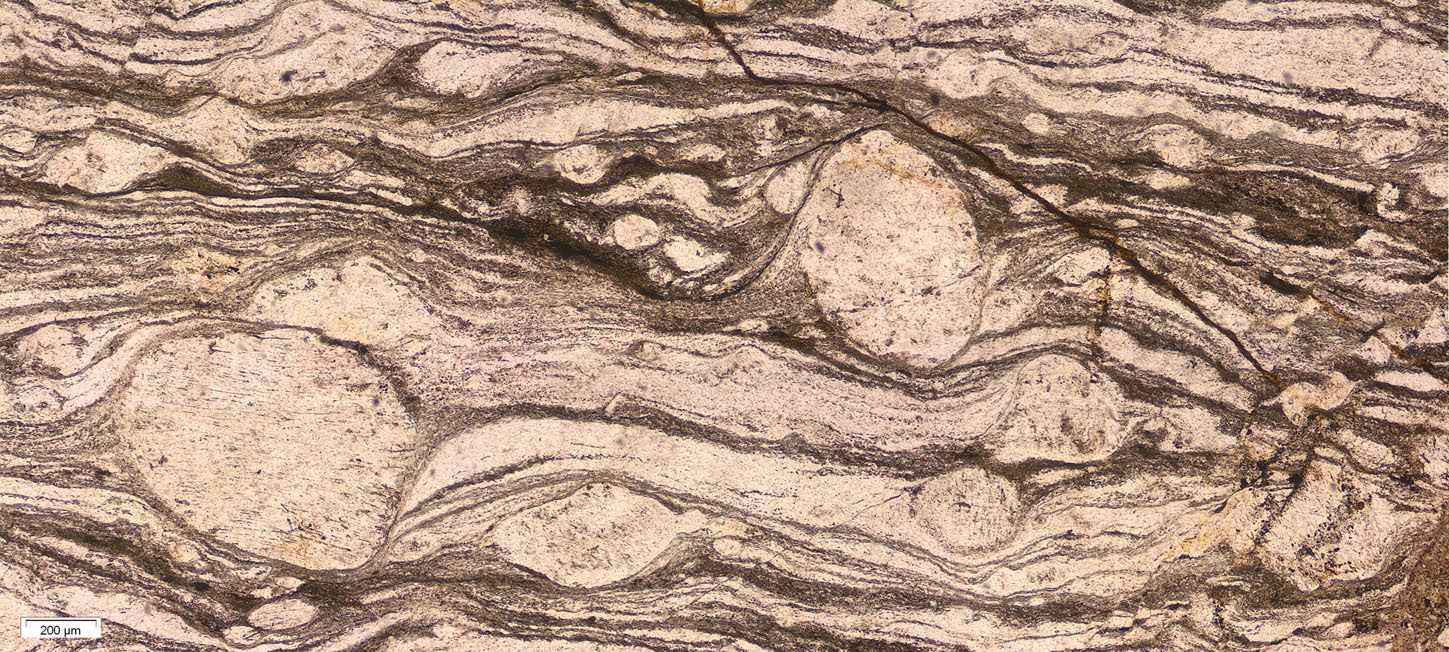
Mylonit v polarizačním mikroskopu při rovnoběžných nikolech. Lze pozorovat rotovaná zrna. Zóna Strona-Cenere, Jižní Alpy (Itálie)

Mylonit prakticky nemá hospodářské využití, kvůli své nesoudržnosti (až jílovitosti, plasticitě) je nevhodný, někdy až nebezpečný při těžbě hospodářsky využívaných nerostů (rud, stavebního a dekoračního kamene).